# Stronger (Dead by April)
Stronger is de naam van het eerste compilatiealbum van de Zweedse metalband Dead by April, volgend op hun eerste studioalbum, uitgegeven in mei 2009. Het album is opgenomen vlak voor hun tweede album, dat in 2010 is vastgelegd en dat zal uitkomen in 2011. Stronger verscheen op 10 januari 2011. Het bevatte enkele bonustracks, akoestische versies van hun nummers, covers, en een demoversie van "More Then Yesterday".
De vertrokken Pontus Hjelm besloot, nadat de andere gitarist Johan Olsson de band verliet, eenmalig terug te keren als gitarist voor dit album.

## Tracklist
| Nr. | Titel                                                     | Duur |
| --- | --------------------------------------------------------- | ---- |
| 1.  | Trapped (2010 mix)                                        | 3:06 |
| 2.  | Angels of Clarity (2010 mix)                              | 3:39 |
| 3.  | Stronger (2010 mix)                                       | 3:58 |
| 4.  | My Saviour                                                | 3:13 |
| 5.  | Leaves Falling                                            | 3:23 |
| 6.  | Love Like Blood (Killing Joke cover)                      | 3:41 |
| 7.  | Angels of Clarity (Shawn 'Clown' Crahan 'Slipknot' Remix) | 4:35 |
| 8.  | Losing You (2010 akoestische versie)                      | 3:50 |
| 9.  | Promise Me (2010 akoestische versie)                      | 3:13 |
| 10. | More Than Yesterday (Demo versie)                         |      |

## Musici
De volgende musici speelden mee op dit album:

- Jimmie Strimell – zang, screams
- Zandro Santiago - zang
- Marcus Wesslén – basgitaar
- Alexander Svenningson – drums

met:
- Pontus Hjelm - gitaar, zang
- Shawn 'Clown' Crahan (uit Slipknot) - enkel track 7